# شمس‌آباد (خوسف)
شمس‌آباد یک روستا در ایران است که در دهستان قلعه زری شهرستان خوسف واقع شده‌است. شمس‌آباد ۱۱ نفر جمعیت دارد.